# Dasycottus setiger
Dasycottus setiger är en fiskart som beskrevs av Bean, 1890. Dasycottus setiger ingår i släktet Dasycottus och familjen paddulkar. Inga underarter finns listade i Catalogue of Life.